# Осока ложнотрясунковидная
Осо́ка ложнотрясункови́дная (лат. Carex pseudobrizoides) — многолетнее травянистое растение, вид рода Осока (Carex) семейства Осоковые (Cyperaceae).

## Ботаническое описание

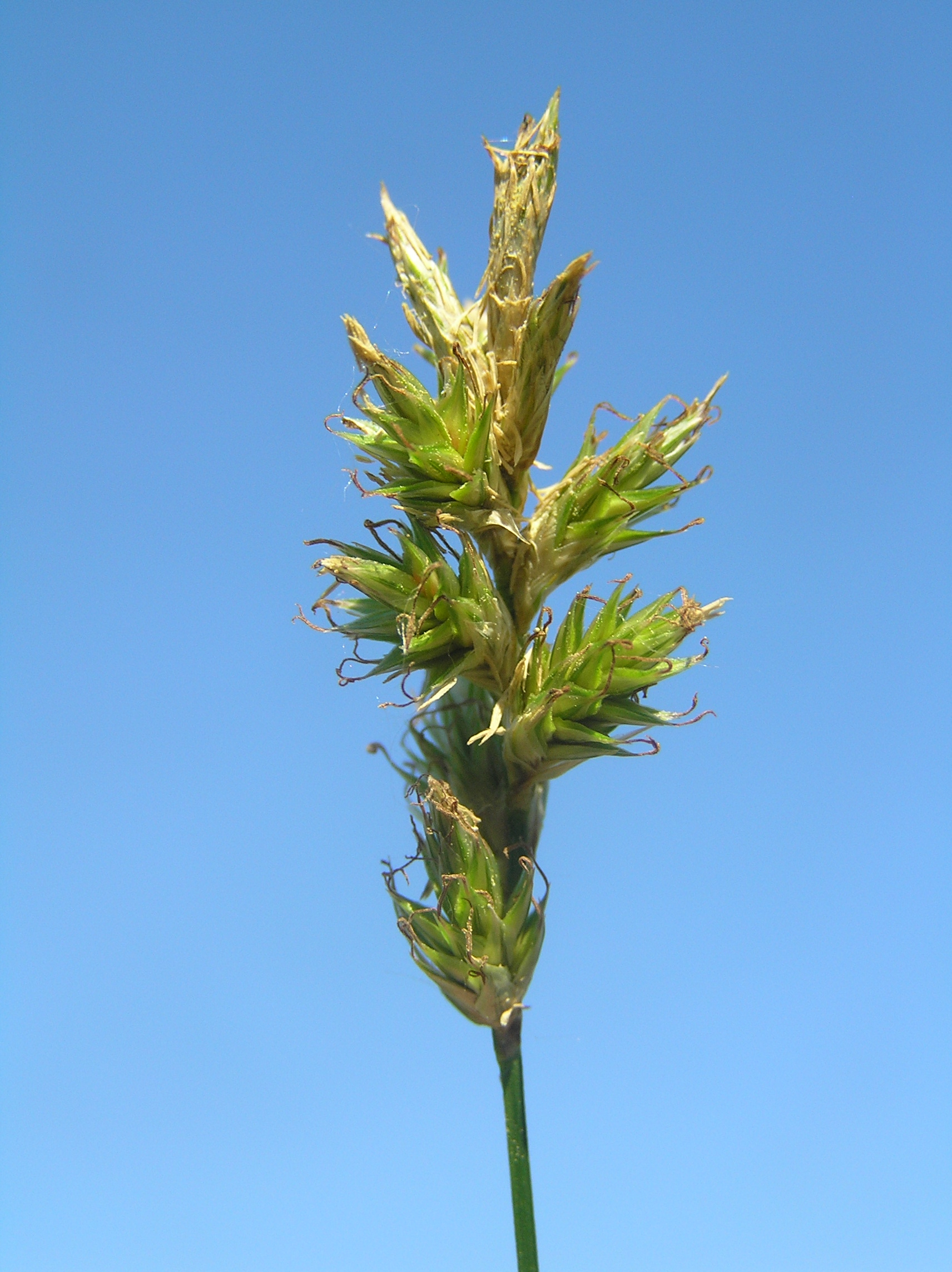
Соцветие

Растения с длинноползучими корневищами, с тонкой, при высыхании отстающей и сминающейся корой. Корневище пахучее, с ароматическими веществами.
Верхние колоски обычно на верхушке с немногими тычиночными цветками, в средней части — с пестичными, в нижней — с тычиночными, остальные колоски андрогинные, гинекандрические или такого же строения, как верхние. Колоски в числе 3—16(18), сближенные, в колосовидном соцветии. Мешочки узкояйцевидные, 4,5—5 мм длиной, плосковыпуклые, с жилками, голые, по краям с хорошо выраженным крылом, по краям и при основании губчатые, в нижней половине с обоех сторон пурпурно-точечные, с остро-двузубчатым носиком. Кроющие листья чешуевидные.
Вид описан из Юго-Западной Франции.

## Распространение
Атлантическая Европа: Бельгия, Голландия, Франция; Центральная Европа; Прибалтика: Латвия (побережья Балтийского моря и Рижского залива).
Растёт на песчаных местах, в разреженных лесах и кустарниках.

## Систематика
Carex pseudobrizoides — вид, возникший в результате древней гибридизации между Carex brizoides и Carex arenaria, находящийся в настоящее время в процессе стабилизации. Внешне Carex pseudobrizoides — это как бы увеличенная в размерах Carex brizoides, но с буроватыми колосками. Мешочки у неё такие же, как у последнего вида, но со значительно более широким крылом (почти как у Carex arenaria). Некоторое внешнее сходство имеет Carex pseudobrizoides и с Carex arenaria, но листья у неё более мягкие и длинные, чем у последней.